# Buddy Jeannette
Pour les articles homonymes, voir Buddy et Jeanette.
Harry Edward « Buddy » Jeannette (né le 15 septembre 1917 à New Kensington en Pennsylvanie et mort le 11 mars 1998 à Nashua dans le New Hampshire) était un joueur et entraîneur de basket-ball. 

## Biographie
Il fut nommé dans la First Team de la National Basketball League à quatre reprises, et remporta les titres en NBL avec les Sheboygan Redskins en 1943 et les Fort Wayne Pistons en 1944 et 1945.  Jeannette remporta aussi le titre ABL avec les Baltimore Bullets en 1947.
Jeanette fut durant trois saisons entraineur-joueur pour les Baltimore Bullets en Basketball Association of America. Dans les play-offs Basketball Association of America (BAA), il devint le premier entraineur-joueur à gagner le championnat professionnel. Après la fin de sa carrière de joueur, il entraîna les Bullets pour une saison. Il devint ensuite l'entraîneur de Georgetown University pour quatre saisons.
Jeannette retourna dans les rangs professionnels pour mener les Bullets à deux reprises, pour une saison entière, puis pour une saison en intérim.
En 1994, Jeannette fut intronisé au Basketball Hall of Fame.